# MTB Topcompetitie
De Dyna-Sys MTB Topcompetitie is een jaarlijks terugkerend Nederlands regelmatigheidscriterium in het mountainbiken. De wedstrijd bestaat uit 5 manches die gehouden worden tussen april en juli. De renner met op het einde de meeste punten krijgt de Bart Brentjens prijs.
De Stappenbelt Rabobank MTB Trophy te Apeldoorn wordt als de belangrijkste wedstrijd aanzien; hier nemen ook doorgaans vele buitenlandse (sub)toppers aan deel.

## 2014

### Mannen
| Nr. | Datum       | Plaats     | Goud                        | Zilver           | Brons              | Leider            |
| --- | ----------- | ---------- | --------------------------- | ---------------- | ------------------ | ----------------- |
| 1   | 21 april    | Nieuwkuijk | BEL Bart De Vocht           | NED Frank Beemer | NED Hans Becking   | BEL Bart De Vocht |
| 2   | 6 juli      | Landgraaf  | NED Michiel van der Heijden | NED Hans Becking | NED Frank Beemer   | NED Hans Becking  |
| 3   | 31 augustus | Zoetermeer | NED Rudi van Houts          | NED Hans Becking | NED Thijs Zuurbier | NED Hans Becking  |

### Vrouwen
| Nr. | Datum       | Plaats     | Goud                      | Zilver              | Brons               | Leider            |
| --- | ----------- | ---------- | ------------------------- | ------------------- | ------------------- | ----------------- |
| 1   | 21 april    | Nieuwkuijk | NED Anne Terpstra         | AUS Peta Mullens    | NED Hielke Elferink | NED Anne Terpstra |
| 2   | 6 juli      | Landgraaf  | BEL Githa Michiels        | NED Anne Terpstra   | NED Annemarie Worst | NED Anne Terpstra |
| 3   | 31 augustus | Zoetermeer | NED Britt van den Boogert | NED Annemarie Worst | NED Anne Tauber     |                   |

## 2013

### Mannen
| Nr. | Datum   | Plaats     | Goud                  | Zilver            | Brons                       | Leider                |
| --- | ------- | ---------- | --------------------- | ----------------- | --------------------------- | --------------------- |
| 1   | 1 april | Nieuwkuijk | NED Henk Jaap Moorlag | BEL Bart De Vocht | NED Michiel van der Heijden | NED Henk Jaap Moorlag |
| 2   | 7 april | Norg       | NED Henk Jaap Moorlag | BEL Bart De Vocht | BEL Jonas De Backer         | NED Henk Jaap Moorlag |
| 3   | 12 mei  | Apeldoorn  | BEL Sven Nys          | SWE Emil Lindgren | NED Hans Becking            | NED Henk Jaap Moorlag |
| 4   | 30 juni | Landgraaf  | BEL Kevin Pauwels     | NED Frank Beemer  | BEL Bart De Vocht           | NED Frank Beemer      |
| 5   | 14 juli | Steenwijk  | BEL Tom Meeusen       | NED Frank Beemer  | BEL Jonas De Backer         | NED Frank Beemer      |

Podium
- NED Frank Beemer
- NED Jeroen Boelen
- BEL Bart De Vocht

### Vrouwen
| Nr. | Datum   | Plaats     | Goud               | Zilver                   | Brons             | Leider                   |
| --- | ------- | ---------- | ------------------ | ------------------------ | ----------------- | ------------------------ |
| 1   | 1 april | Nieuwkuijk | NED Marianne Vos   | NED Annefleur Kalvenhaar | NED Anne Terpstra | NED Marianne Vos         |
| 2   | 7 april | Norg       | NED Marianne Vos   | NED Annefleur Kalvenhaar | NED Mirre Stallen | NED Marianne Vos         |
| 3   | 12 mei  | Apeldoorn  | BEL Githa Michiels | NED Annefleur Kalvenhaar | NED Anne Terpstra | NED Marianne Vos         |
| 4   | 30 juni | Landgraaf  | NED Anne Terpstra  | BEL Githa Michiels       | NED Mirre Stallen | NED Annefleur Kalvenhaar |
| 5   | 14 juli | Steenwijk  | NED Marianne Vos   | BEL Githa Michiels       | NED Anne Terpstra | NED Annefleur Kalvenhaar |

Podium
- NED Annefleur Kalvenhaar
- NED Mirre Stallen
- NED Anne Terpstra

## 2012

### Mannen
| Nr. | Datum   | Plaats     | Goud                        | Zilver                | Brons                     | Leider                |
| --- | ------- | ---------- | --------------------------- | --------------------- | ------------------------- | --------------------- |
| 2   | 1 april | Norg       | NED Henk Jaap Moorlag       | NED Hans Becking      | GER Markus Schulte-Lunzum | NED Henk Jaap Moorlag |
| 2   | 9 april | Nieuwkuijk | NED Michiel van der Heijden | NED Hans Becking      | NED Henk Jaap Moorlag     | NED Henk Jaap Moorlag |
| 3   | 6 mei   | Apeldoorn  | BEL Tom Meeusen             | NED Henk Jaap Moorlag | BEL Bart De Vocht         | NED Henk Jaap Moorlag |
| 4   | 17 juni | Landgraaf  | NED Henk Jaap Moorlag       | NED Bas Peters        | BEL Patrick Gaudy         | NED Henk Jaap Moorlag |
| 5   | 8 juli  | Groesbeek  | NED Henk Jaap Moorlag       | NED Hans Becking      | NED Gerben de Knegt       | NED Henk Jaap Moorlag |

Podium
- NED Henk Jaap Moorlag
- NED Hans Becking
- NED Frank Schotman

### Vrouwen
| Nr. | Datum   | Plaats     | Goud               | Zilver                   | Brons             | Leider            |
| --- | ------- | ---------- | ------------------ | ------------------------ | ----------------- | ----------------- |
| 2   | 1 april | Norg       | NED Laura Turpijn  | NED Anne Terpstra        | NED Karen Brouwer | NED Laura Turpijn |
| 2   | 9 april | Nieuwkuijk | NED Anne Terpstra  | NED Annefleur Kalvenhaar | NED Rozanne Slik  | NED Anne Terpstra |
| 3   | 6 mei   | Apeldoorn  | NED Laura Turpijn  | BEL Githa Michiels       | NED Anne Terpstra | NED Anne Terpstra |
| 4   | 17 juni | Landgraaf  | NED Anne Terpstra  | BEL Githa Michiels       | NED Karen Brouwer | NED Anne Terpstra |
| 5   | 8 juli  | Groesbeek  | BEL Githa Michiels | NED Anne Terpstra        | NED Karen Brouwer | NED Anne Terpstra |

Podium
- NED Anne Terpstra

## 2011

### Mannen
| Nr. | Datum       | Plaats     | Goud                    | Zilver               | Brons             | Leider            |
| --- | ----------- | ---------- | ----------------------- | -------------------- | ----------------- | ----------------- |
| 1   | 25 april    | Nieuwkuijk | NED Jeroen Boelen       | BEL Jimmy Tielens    | NED Hans Becking  | NED Jeroen Boelen |
| 2   | 8 mei       | Havelte    | NED Henk Jaap Moorlag   | NED Jelmer Pietersma | NED Jeroen Boelen | NED Jeroen Boelen |
| 3   | 15 mei      | Apeldoorn  | NED Henk Jaap Moorlag   | AUS Chris Jongewaard | NED Hans Becking  | NED Hans Becking  |
| 4   | 26 juni     | Groesbeek  | SWE Emil Lindgren       | NED Irjan Luttenberg | NED Niels Wubben  | NED Hans Becking  |
| 5   | 28 augustus | Steenwijk  | NED Patrick van Leeuwen | NED Hans Becking     | NED Jeroen Boelen | NED Hans Becking  |

Podium
- NED Hans Becking
- NED Jeroen Boelen
- NED Mathijs Wagenaar

### Vrouwen
| Nr. | Datum       | Plaats     | Goud                   | Zilver            | Brons                      | Leider                 |
| --- | ----------- | ---------- | ---------------------- | ----------------- | -------------------------- | ---------------------- |
| 1   | 25 april    | Nieuwkuijk | NED Monique Zeldenrust | NED Karen Brouwer | NED Arielle Boek           | NED Monique Zeldenrust |
| 2   | 8 mei       | Havelte    | NED Rozanne Slik       | NED Anne Terpstra | NED Mire Stallen           | NED Karen Brouwer      |
| 3   | 15 mei      | Apeldoorn  | NED Laura Turpijn      | NED Anne Terpstra | NED Mire Stallen           | NED Mire Stallen       |
| 4   | 26 juni     | Groesbeek  | NED Laura Turpijn      | NED Mire Stallen  | NED Karen Brouwer          | NED Mire Stallen       |
| 5   | 28 augustus | Steenwijk  | NED Laura Turpijn      | NED Mire Stallen  | NED Reza Hormes-Ravenstijn | NED Mire Stallen       |

Podium
- NED Mire Stallen
- NED Karen Brouwer
- NED Rozanne Slik

Kampioenschappen:  Olympische Spelen ·
 Wereldkampioenschappen ·
WK marathon ·
 Europese kampioenschappen
 Belgie ·
 Denemarken ·
 Duitsland ·
 Finland ·
 Frankrijk ·
 Groot-Brittannië ·
 Italie ·
 Nederland ·
 Oostenrijk ·
 Polen ·
 Zwitserland
Klassementen:  Wereldbeker ·
 3 Nations Cup
Meerdaagse wedstrijden  Cape Epic ·
 Transalp Challenge ·
 Crocodile Trophy ·
 Belgian Mountainbike Challenge
Eendaagse wedstrijden:  Grand Prix d’Europe ·
 Hondsrug Classic ·
 Roc d'Ardenne ·
 Roc d'Azur ·
 Salzkammergut Trophy ·
 Sea Otter Classic ·
 Stappenbelt MTB Trophy
Strandraces:  De Panne Beach Endurance ·
 Egmond-pier-Egmond ·
 Hoek van Holland-Den Helder
Historisch:  Benelux Cup ·  Belgian MTB Grand Prix ·  MTB Topcompetitie